# ويليام كوري
ويليام كوري هو سياسي كندي، ولد في 21 سبتمبر 1862 في تشارلو في كندا، وتوفي في 30 مايو 1934 في كندا. حزبياً، نشط في الجمعية الليبرالية لنيو برونزويك ‏. وقد انتخب عضو الجمعية التشريعية لنيو برونزويك ‏ وانتخب Speaker of the Legislative Assembly of New Brunswick ‏ (1917 – 1918).